# ヴェンセル・エル・ミエド
『ヴェンセル・エル・ミエド』（スペイン語: Vencer el miedo）は、メキシコのテレビドラマ。ラス・エストレージャスで2020年1月20日から3月22日まで放送された。

## 登場人物

### 主な登場人物
マルセラ・ドゥラン・ブラチョ
演 - パウリナ・ゴト
オマー・シフエンテス
演 - ダニーロ・カラーラ
ロンメル・グアジャルド
演 - エマヌエル・パロマレス
イネス・ブラチョ・デ・デュラン
演 - アルセリア・ラミレス
イネス・ブラチョ・デ・デュラン
演 - アルベルト・エストレラ
クリスティーナ・ドゥラン・ブラチョ
演 - ジェイド・フレイザー